# Jivraj Mehta

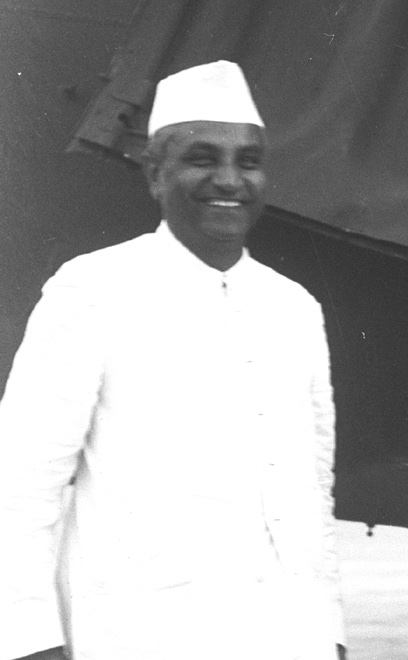
Jivraj Mehta

Jivraj Narayan Mehta (Gujarati: ડૉ. જીવરાજ મહેતા; * 29. August 1887 in Amreli, Fürstenstaat Baroda, Britisch-Indien; † 7. November 1978 in Bombay) war ein indischer Politiker des Indischen Nationalkongresses (INC), der unter anderem zwischen 1960 und 1963 Chief Minister von Gujarat sowie von 1963 bis 1966 Hochkommissar im Vereinigten Königreich war. Er gehörte ferner zwischen 1967 und 1977 als Mitglied der Lok Sabha, der Ersten Kammer des Indischen Parlaments (Bhāratīya Saṃsad) an und wurde für seine Verdienste 1972 mit dem Padma Vibhushan geehrt, nach dem Bharat Ratna der zweithöchste indische zivile Verdienstorden. 

## Leben

### Arzt, Engagement im Unabhängigkeitskampf und Inhaftierungen
Mehta, Sohn von Shri Narayan Mulji Mehta, begann nach dem Besuch der Amreli High School ein Studium der Medizin am 1845 gegründeten Grant Medical College in Bombay, das er am London Hospital Medical College fortsetzte. Er erwarb dort einen Doktor der Medizin (M.D.) und wurde zudem Mitglied des Royal College of Physicians (M.R.C.P.). Er engagierte sich von 1911 bis 1913 als Sekretär der Indischen Gilde für Wissenschaft und Technologie sowie zwischen 1912 und 1913 als Gründungspräsident der Londoner Indischen Vereinigung. Er arbeitete zwischen 1914 und 1915 als stellvertretender Direktor des Klinischen Laboratoriums des Royal London Hospital und fungierte von 1923 bis 1924 als Leiter des Medizinischen Dienstes des Fürstenstaates Baroda. Er gehörte zwischen 1923 und 1925 dem Parlament (Dhara Sabha) des Staates Baroda an. Im Anschluss war er zwischen 1925 und 1942 Gründungsdekan des King Edward Memorial Hospital and Seth Gordhandas Sunderdas Medical College in Bombay. Daneben engagierte er sich 1930 als Präsident der Indischen Medizinischen Vereinigung sowie der Allindischen Medizinerkonferenz sowie von 1931 bis 1932 als Mitglied des Medizinischen Rates von Bombay.
Anfang der 1930er Jahre begann Mehta auch sein politisches Engagement und unterstützte Mohandas Karamchand Gandhi im Kampf für Indiens Unabhängigkeit. Er nahm an Gandhis Kampagne der Nichtkooperation teil und befand sich deshalb zwischen 1932 und 1933 erstmals in Haft. Er war von 1937 bis 1947 abermals Mitglied des Medizinischen Rates von Bombay sowie zugleich zwischen 1938 und 1942 Mitglied des Indischen Medizinerrates.
Aufgrund seiner Teilnahme an der Quit-India-Bewegung befand er sich von 1942 bis 1944 erneut in Haft. 1945 war er abermals Präsident der Indischen Medizinischen Vereinigung sowie der Allindischen Medizinerkonferenz.

### Unabhängigkeit Indiens und Minister der Bundesstaatsregierung Bombay
Nach der Unabhängigkeit Indiens vom Vereinigten Königreich am 15. August 1947 war Mehta zwischen 1947 und 1948 Generaldirektor für Medizinische Dienste sowie Sekretär im Gesundheitsministerium und von 1947 bis 1963 wieder Mitglied des Indischen Medizinerrates. Anschließend war er von 1948 bis 1949 Dewan von Baroda und zugleich Präsident des Parlaments dieses Staates. Ferner gehörte er der Konstituierenden Versammlung des Bundesstaates Bombay an. Nach dem Anschluss des Fürstenstaats Baroda an Indien sowie der Eingliederung in den Bundesstaat Bombay am 1. Mai 1949 war er zwischen 1949 und 1960 Mitglied der Legislativversammlung dieses Bundesstaates. Zugleich bekleidete er zwischen 1949 und 1951 das Amt als Minister für öffentliche Arbeiten in der Regierung des Chiefminister von Bombay Bal Gangadhar Kher. Er war daneben 1950 erstmals Präsident der Indischen Konferenz für Sozialarbeit. 
Mehta fungierte zwischen 1952 und 1960 in den Regierungen der Chief Minister von Bombay Morarji Desai und Yeshwantrao Balwantrao Chavan als Minister für Finanzen, Industrie und Prohibition. Zugleich war er zwischen 1952 und 1954 erneut Präsident der Indischen Konferenz für Sozialarbeit, von 1953 bis 1960 Präsident des Komitees für Atomare Forschung sowie zwischen 1957 und 1958 Präsident der Internationalen Konferenz für Sozialarbeit. Er fungierte ferner von 1958 bis 1959 als Leiter der indischen Delegation bei der in Tokio abgehaltenen Internationalen Konferenz für Sozialarbeit sowie zwischen 1958 und 1962 sowohl als Präsident des Direktoriums des Rates für wissenschaftliche und industrielle Forschung als auch als Vorsitzender des Exekutivrates des in Lucknow ansässigen Zentralen Arzneimittelforschungsinstitutes.

### Chief Minister von Gujarat, Hochkommissar und Mitglied der Lok Sabha
Nach der Teilung des Bundesstaates Bombay in die neu gebildeten Bundesstaaten Gujarat und Maharashtra am 1. Mai 1960 wurde Mehta erster Chief Minister von Gujarat. Dieses Amt bekleidete er bis zum 17. September 1963 und wurde daraufhin von Balwantrai Mehta abgelöst, der ebenfalls dem Indischen Nationalkongresses (INC) angehörte. Er war zugleich zwischen 1960 und 1963 Mitglied des Legislativversammlung (Vidhan Sabha) von Gujarat.
Mehta selbst löste im September 1963 Mahommedali Currim Chagla als Hochkommissar im Vereinigten Königreich ab und war zudem als Botschafter in Irland akkreditiert. Er bekleidete diese diplomatischen Funktionen bis 1966.
Bei der Parlamentswahl vom 15. bis 21. Februar 1967 wurde Mehta für den INC im Wahlkreis Gujarat-Amreli erstmals zum Mitglied der Lok Sabha gewählt, der Ersten Kammer des Indischen Parlaments (Bhāratīya Saṃsad). Bei der Parlamentswahl vom 1. bis 10. März 1971 wurde er in diesem Wahlkreis wiedergewählt und gehörte der Lok Sabha bis zur Parlamentswahl vom 16. bis 20. März 1977 an. Für seine Verdienste wurde er 1972 mit dem Padma Vibhushan geehrt, nach dem Bharat Ratna der zweithöchste indische zivile Verdienstorden.
Aus seiner am 3. Januar 1924 geschlossenen Ehe mit Shrimati Hansa Mehta gingen ein Sohn und eine Tochter hervor.